# Monodynerus insimilis
Monodynerus insimilis är en stekelart som beskrevs av Gusenleitner 1982. Monodynerus insimilis ingår i släktet Monodynerus och familjen Eumenidae. Inga underarter finns listade i Catalogue of Life.